# Chlorangium leiostracum
Chlorangium leiostracum là một loài tảo trong họ Chlamydomonadaceae, thuộc chi Chlorangium.